# 锦纶会馆
锦纶会馆又名锦纶堂，现位于中国广州市荔湾区康王南路康王路隧道北出口的西侧，原位于下九路西来新街，后平移到现址。是一座清朝的祠堂式建筑。1999年7月，公布为广州市文物保护单位。:1152008年11月，公布为广东省文物保护单位。
锦纶会馆始建于清朝雍正元年（1723年），道光二十四年（1844年）重修。:112会馆坐北朝南，占地面积692平方米，:112是一座祠堂式的三进深砖木结构的建筑，其镬耳屋的外观具有浓厚的岭南建筑特色，馆内保留有不少木雕、砖雕、陶塑、碑刻等。
锦纶会馆原是广州丝织行业股东公会，1949年后改为民宅，其房屋结构基本保持完好。:112馆内完整保留了二十一方历史碑刻，是研究清代资本主义萌芽和广州商贸发展的重要实证。2001年建设康王路时，为保护这座古建筑，对其进行整体平移。工程具体为向西北方纵移80.4米，横移22米，托上1.85米。